# Paullinia setosa
Paullinia setosa är en kinesträdsväxtart som beskrevs av Ludwig Radlkofer. Paullinia setosa ingår i släktet Paullinia och familjen kinesträdsväxter. Inga underarter finns listade i Catalogue of Life.